# Marionina communis
Marionina communis är en ringmaskart som beskrevs av Nielsen och Christensen 1959. Marionina communis ingår i släktet Marionina och familjen småringmaskar. Arten är reproducerande i Sverige. Inga underarter finns listade i Catalogue of Life.